# 석회수

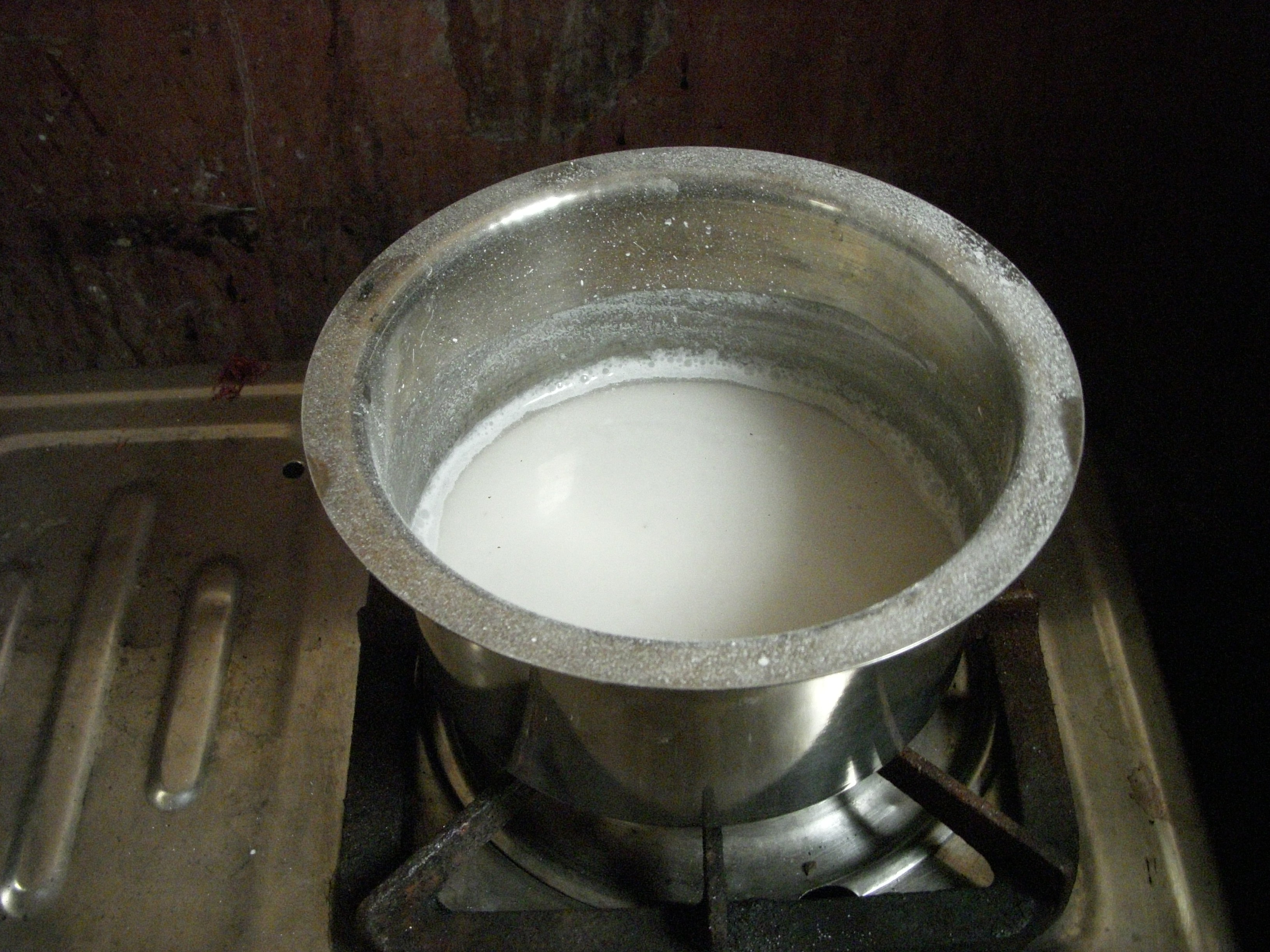
석회수

석회수(石灰水)는 수산화 칼슘을 물에 녹인 용액이다. 석회액(石灰液)이라 부르기도 한다. 무색투명하지만 공기에 접촉하거나 끓이면 이산화 탄소를 흡수해 뿌옇게 변한다. 강한 염기성을 띠며, 소독, 살균, 이산화 탄소 검사 시약 등에 쓰인다.